# 福德站 (昆明市)
福德站是一个位于中华人民共和国云南省昆明市官渡区关上街道春城路与福发路交叉口地下，属于昆明地铁1号线的地铁车站。福德站于2014年4月30日开通。
该站曾因肺炎疫情于2020年1月30日停运，2月22日恢复运营。

## 车站楼层
| 地面层          | 街道                                     | A-D出入口                                          |
| 地下一层 站厅层 | 站厅                                     | 票务服务、自动售票机、一卡通充值、安检、进出站闸机 |
| 地下二层 站台层 |                                          | █ 1号线往北部汽车站（昆明火车站）                  |
| 地下二层 站台层 | 岛式站台，左侧開门                       |                                                    |
| 地下二层 站台层 | █ 1号线往大学城南/昆明南火车站（日新路） |                                                    |

## 出口
该站设有4个出口：
|                       | 编号   | 地点                               | 建议前往的目的地 | 照片 |
| 出口 · A              | 春城路 | 福德村                             |                  |      |
| 出口 · B              | 国贸路 | 国际会展中心、往宝海公园、官渡广场 |                  |      |
| 出口 · C · 升降机标志 | 春城路 | 双桥村、银海国贸花园、朗威酒店     |                  |      |
| 出口 · D              | 春城路 | 木水花野生菌市场、福德村、银海森林 |                  |      |
| 註： 設有             |        |                                    |                  |      |